# Halinów (gromada)
Halinów (do 31 XII 1957 dzielnica Halinów) – dawna gromada, czyli najmniejsza jednostka podziału terytorialnego Polskiej Rzeczypospolitej Ludowej w latach 1954–1972.
Gromady, z gromadzkimi radami narodowymi (GRN) jako organami władzy najniższego stopnia na wsi, funkcjonowały od reformy reorganizującej administrację wiejską przeprowadzonej jesienią 1954 do momentu ich zniesienia z dniem 1 stycznia 1973, tym samym wypierając organizację gminną w latach 1954–1972.
Gromadę Halinów z siedzibą GRN w Halinowie (wówczas wsi) utworzono 1 stycznia 1958 w nowo utworzonym powiecie otwockim w woj. warszawskim z obszaru zniesionej dzielnicy Halinów ze zlikwidowanego powiatu miejsko-uzdrowiskowego Otwock (powiat ten – jako jedyny w Polsce – nie był podzielony na gromady, lecz na dzielnice). Dla gromady ustalono 27 członków gromadzkiej rady narodowej.
W skład gromady Halinów weszły obszary następujących (dawnych, czyli sprzed 1952) gromad: Brzeziny, Chobot, Cisie, Desno, Długa Kościelna, Grabina, Halinów, Hipolitów, Jóżefin, Kazimierów, Konik Nowy, Konik Stary, Królewskie Bagno, Krzewina, Mrowisko, Wielgolas Brzeziński, Wielgolas Duchnowski i Żwirówka.
31 grudnia 1959 do gromady Halinów przyłączono kolonię Duchnów z gromady Wiązowna w tymże powiecie.
Gromada przetrwała do końca 1972 roku, czyli do kolejnej reformy gminnej. 1 stycznia 1973 w powiecie mińskim (nie otwockim!) utworzono po raz pierwszy de facto gminę Halinów.